# Casuarina pauper
Casuarina pauper är en tvåhjärtbladig växtart som beskrevs av Ferdinand von Mueller och Lawrence Alexander Sidney Johnson. Casuarina pauper ingår i släktet Casuarina och familjen Casuarinaceae. Inga underarter finns listade i Catalogue of Life.